# Stadion Punjab
Stadion Punjab – wielofunkcyjny stadion w Lahaur w Pakistanie. Został otwarty 3 marca 2003 roku. Może pomieścić 8000 widzów. Obiekt wykorzystywany jest głównie do rozgrywania meczów piłkarskich. Swoje spotkania rozgrywają na nim piłkarze klubu WAPDA FC.
Stadion został otwarty 3 marca 2003 roku. Obiekt wyposażony jest w tartanową bieżnię lekkoatletyczną. Stadion ze wszystkich stron otoczony jest trybunami, największa trybuna główna (w centralnej części zadaszona) znajduje się po stronie zachodniej, z pozostałych stron bieżnię otacza jedynie wąski pierścień trybun. W bezpośrednim sąsiedztwie obiektu znajduje się kilka innych, dużych aren sportowych, m.in. Narodowy Stadion Hokeja na Trawie, stadion do krykieta, basen i tor kolarski.
W 2007 roku obiekt gościł 13 z 15 spotkań turnieju finałowego Pucharu Prezydenta AFC. Na stadionie grywała również piłkarska reprezentacja Pakistanu.